# Інокентій XI
Блаженний Інокентій XI (англ. Pope Innocent XI; при народженні Бенедетто Одескалькі; 16 травня 1611, Комо, Італія — 12 серпня 1689, Рим, Папська держава) — папа римський у 1676—1689 роках, був вихованцем єзуїтів, але засудив їхнє моральне вчення у 1679 році.

## Ранні роки
Бенедетто Одескалькі народився 19 травня 1611 року в Комо. Хотів бути військовим, але вивчав право, був вихованцем єзуїтів; своєю духовною кар'єрою був зобов'язаний сім'ї Барберіні, непотам Урбана VIII. Як єпископ Новари (Північна Італія) Одескалькі відзначився благодійною діяльністю, особисто надаючи допомогу населенню, що потерпало від стихійних повеней та епідемії чуми. Він був священнослужителем суворого способу життя, схильним до морального ригоризму. Кардинальский титул він отримав з рук Інокентія Х у 33 роки, але завжди цурався папського двору.

## Понтифікат
Попри сильний опір французького посла, конклав 1676 року обрав Одескалькі папою, розраховуючи на те, що його рішучість і моральний авторитет повернуть апостольській столиці колишнє значення на міжнародній арені. Інокентій XI почав свій понтифікат з реформи церковних відносин у власній державі. Він поклав край практиці непотизму (відновленої, втім, його наступниками), взяв під контроль доходи куріальних чиновників. Папа заборонив у місті азартні ігри, а жінкам було заборонено носити сукні з глибоким декольте. У сфері міжнародної політики справа дійшла до серйозних розбіжностей між енергійним папою і королем Франції Людовіком XIV. Папа засуджував прагнення французького духовенства до утвердження своєї автономії і дисциплінарної незалежності від Риму (так звана доктрина свободи галліканської церкви). У відповідь за підтримку, надану Людовіком французькому духовенству, Інокентій XI відмовився затвердити призначених королем єпископів. 35 французьких єпархій виявилися без керівників. Антифранцузька політика папи проявилася і при організації нового походу проти турків, які прямо погрожували столиці Австрії.

## Турецька загроза
5 березня 1684 року при посередництві папи Інокентія XI створено Священну лігу — військовий союз для боротьби проти Туреччини. Перемога, здобута над Оттоманською імперією польським королем Яном Собеським під Віднем (1683) була визнана в Римі тріумфом католицизму, представленого тими державами, які віддано підпорядковуються священному авторитету наступника св. Петра. Щоб вшанувати цю перемогу, Інокентій XI встановив свято, присвячене діві Марії, що відзначається 12 вересня. Спроба втручання Інокентія XI у справи Англії прискорили падіння короля-католика Якова II. 1688 року в результаті так званої Славної революції Якова вигнали з країни, що остаточно поховало надії на пиєднання англіканської церкви до католицизму.

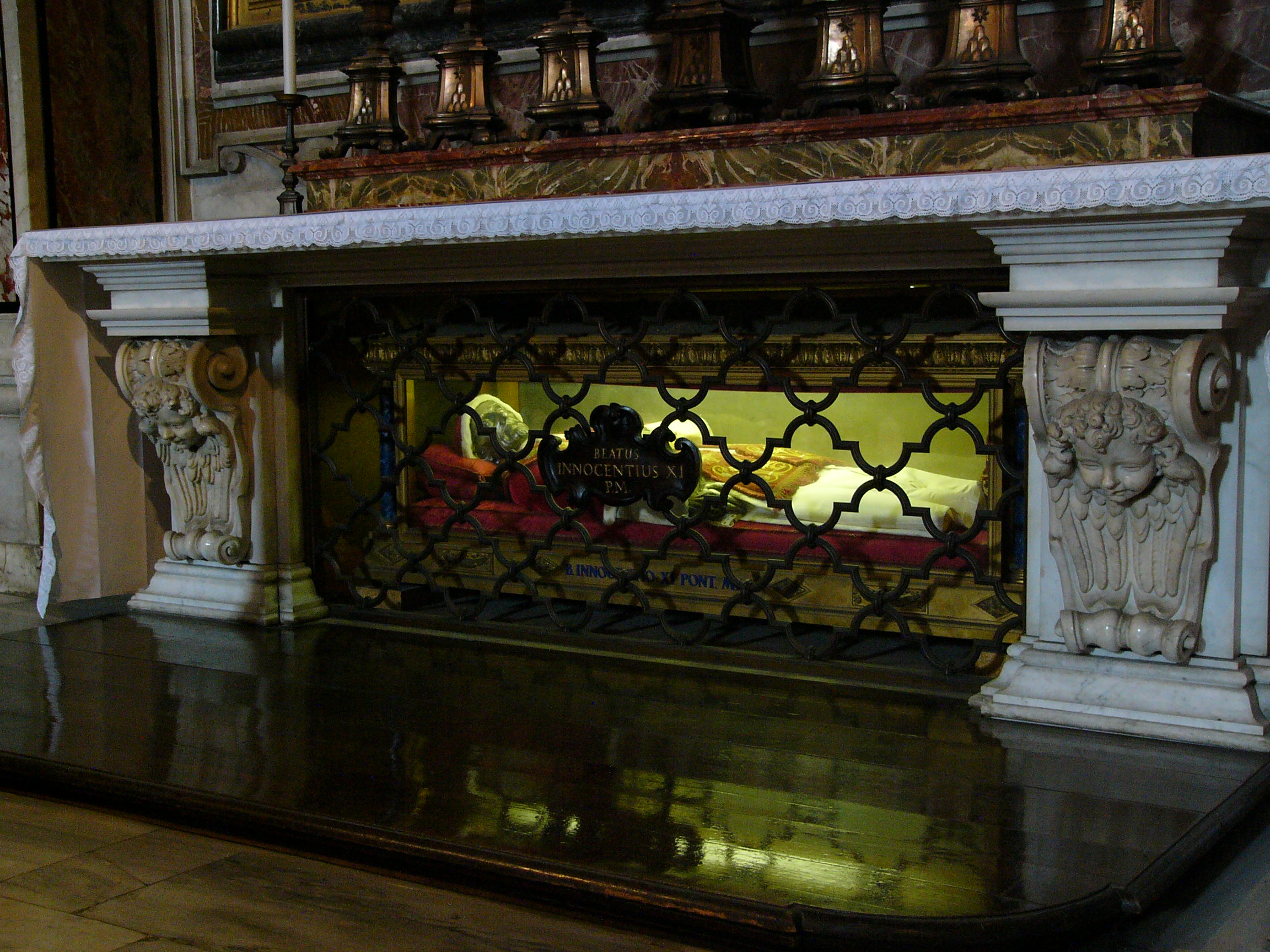
Шкляний саркофаг з нетлінним тілом Інокентія XI у Соборі Святого Петра в Римі

Інокентій XI був далекоглядним адміністратором. Він поправив фінансове становище папської держави, але не проявив себе як щедрий меценат мистецтва. Інокентій XI помер, залишивши про себе думку як про святого.

## Беатифікація
Інокентій ХІ — перший папа сучасного періоду, тіло якого по смерті було виявлено нетлінним. Процес його беатифікації довгий час гальмувався французькою опозицією і закінчився тільки в 1956 році.